# Monocerotesa maculilinea
Monocerotesa maculilinea är en fjärilsart som beskrevs av W. Warren 1905. Monocerotesa maculilinea ingår i släktet Monocerotesa och familjen mätare. Inga underarter finns listade i Catalogue of Life.